# Меймаракис, Вангелис
Евангелос «Вангелис» Меймаракис (греч. Ευάγγελος «Βαγγέλης» Μεϊμαράκης; 14 декабря 1953, Афины) — греческий политический деятель, юрист. С 2006 по 2009 год — министр национальной обороны Греции. С 2012 по 2014 год — председатель парламента Греции. С июля 2015 года — временный лидер партии «Новая демократия» и лидер оппозиции.

## Биография
Евангелос Меймаракис родился в Афинах. Присоединился к партии «Новая демократия» в 1974 году. Во время учёбы в университете Пантеон принимал участие в работе студенческих союзов. Был членом-учредителем ONNED, молодежной организации партии «Новая демократия». Депутат парламента Греции с 1989 года. Занимал должность заместителя министра культуры (по спорту) с 1992 по 1993. Генеральный секретарь «Новой демократии» до своего назначения на должность министра обороны 15 февраля 2006 (до 7 октября 2009). С 29 июня 2012 года по 6 февраля 2015 года спикер парламента Греции.
В июле 2015 года, после того как греки на референдуме проголосовали против принятия плана Евросоюза, Антонис Самарас уходит с поста лидера «Новой демократии», и Меймаракис становится временным лидером партии.
20 августа 2015 года после отставки премьер-министра Греции Алексиса Ципраса, Меймаракис получает мандат на формирование временного правительства. Временным премьер-министром стала председатель Верховного суда страны Василики Тану-Хрестофилу.
В январе 2016 года проиграл выборы главы партии «Новая демократия» Кириакосу Мицотакису.
Женат, имеет двух дочерей.